# Dehaasia kwangtungensis
Dehaasia kwangtungensis är en lagerväxtart som beskrevs av André Joseph Guillaume Henri Kostermans. Dehaasia kwangtungensis ingår i släktet Dehaasia och familjen lagerväxter. Inga underarter finns listade i Catalogue of Life.